# 정읍경찰서
정읍경찰서(井邑警察署, Jeongeup Police Station)는 전북특별자치도경찰청이 관할하는 경찰서 중 하나이다. 전북특별자치도 정읍시 일대를 관할한다. 전북특별자치도 정읍시 중앙1길 175에 위치하고 있다.
서장은 총경으로 보한다.

## 기본 정보
- 주소: 전북특별자치도 정읍시 중앙1길 157
- 우편번호: 56165

## 관할 파출소 및 지구대
| 명칭         | 사진 | 주소                     | 관할구역                         | 치안센터                  |
| ------------ | ---- | ------------------------ | -------------------------------- | ------------------------- |
| 중앙지구대   |      | 수성5로 45-14            | 수성동                           |                           |
| 상동지구대   |      | 상사3길 22               | 내장상동, 시기동, 초산동, 장명동 | 내장치안센터 공원치안센터 |
| 신태인파출소 |      | 신태인읍 신태인중앙로 30 | 신태인읍, 정우면                 | 정우치안센터              |
| 태안파출소   |      | 태인면 태인로 41         | 태인면, 옹동면                   | 옹동치안센터              |
| 고부파출소   |      | 고부면 영주로 542        | 고부면, 영원면                   | 영원치안센터              |
| 이평파출소   |      | 이평면 황토현로 304      | 이평면, 덕천면                   | 덕천치안센터              |
| 북면파출소   |      | 북면 정읍북로 554        | 북면                             |                           |
| 농소파출소   |      | 충정로 545               | 농소동                           |                           |
| 과교파출소   |      | 정읍사로 145             | 상교동 일부                      |                           |
| 입암파출소   |      | 입암면 정읍남로 501      | 입암면                           |                           |
| 소성파출소   |      | 소성면 보화1길 118       | 소성면                           |                           |
| 감곡파출소   |      | 감곡면 원삼1길 33        | 감곡면                           |                           |
| 칠보파출소   |      | 칠보면 칠보중앙로 97     | 칠보면                           |                           |
| 산외파출소   |      | 산외면 산외로 438        | 산외면                           |                           |
| 산내파출소   |      | 산내면 태산로 1641       | 산내면                           |                           |
| 역전파출소   |      | 서부산업도로 303         | 연지동, 상교동 일부              |                           |